# Epaphus Mensa
L'Epaphus Mensa è una struttura geologica della superficie di Io.